# Велоспорт на літніх Олімпійських іграх 1980
У змаганнях з велоспорту на літніх Олімпійських іграх 1980 у Москві розіграно 6 комплектів нагород (лише серед чоловіків) у двох видах: шосейний велоспорт і велоспорт на треку. Змагання на треку відбулися на велодромі Олімпійського спортивного центру профспілок у Крилатському районі Москви. 100-кілометрова роздільна командна гонка відбулася на автомагістралі Москва-Мінськ. Вона стартувала за 23 кілометри від Москви, зробила розворот за 73,5 кілометра від Москви і фінішувала неподалік від місця старту. Групова шосейна конка (14 кіл, 189 кілометрів загалом) відбулася на велотрасі Олімпійського спортивного центру профспілок.

## Медальний залік

### Шосейні гонки
| Дисципліни               | Золото                                                             | Срібло                                                             | Бронза                                                                          |
| ------------------------ | ------------------------------------------------------------------ | ------------------------------------------------------------------ | ------------------------------------------------------------------------------- |
| Групова шосейна гонка    | Сергій Сухорученков · СРСР                                         | Чеслав Ланґ · Польща                                               | Юрій Баринов · СРСР                                                             |
| Роздільна командна гонка | СРСР (URS) Юрій Каширін Олег Логвін Сергій Шелпаков Анатолій Яркін | НДР (GDR) Фальк Боден Бернд Дроґан Олаф Людвіґ Ганс-Йоахім Гартнік | Чехословаччина (TCH) Міхал Класа Властибор Конечний Аліпі Костадінов Їржи Шкода |

### Велоперегони на треку
| Дисципліни                         | Золото                                                                                       | Срібло                                                                   | Бронза                                                                  |
| ---------------------------------- | -------------------------------------------------------------------------------------------- | ------------------------------------------------------------------------ | ----------------------------------------------------------------------- |
| індивідуальна гонка переслідування | Роберт Ділл-Бунді · Швейцарія                                                                | Ален Бондю · Франція                                                     | Ганс-Генрік Ерстед · Данія                                              |
| Командна гонка переслідування      | СРСР (URS) Віктор Манаков Валерій Мовчан Володимир Осокін Віталій Петраков Олександр Краснов | НДР (GDR) Ґеральд Мортаґ Уве Унтервальдер Маттіас Віґанд Фолькер Вінклер | Чехословаччина (TCH) Теодор Черний Мартін Пенц Їржи Покорний Ігор Слама |
| Спринт                             | Луц Гесліх · НДР                                                                             | Яве Каар · Франція                                                       | Сергій Копилов · СРСР                                                   |
| гіт на 1 км                        | Лотар Томс · НДР                                                                             | Олександр Панфілов · СРСР                                                | Девід Веллер · Ямайка                                                   |

## Країни, що взяли участь
Змагалися 230 велогонщиків з 34-х країн.
| - Австралія (10) - Австрія (6) - Бельгія (12) - Бразилія (6) - Болгарія (6) - Камерун (6) - Куба (3) - Чехословаччина (11) - Данія (11) |  | - НДР (13) - Еквадор (4) - Ефіопія (8) - Фінляндія (5) - Франція (9) - Велика Британія (12) - Гвіана (2) - Угорщина (10) |  | - Ірландія (3) - Італія (10) - Ямайка (2) - Ліван (2) - Лівія (7) - Мальта (4) - Монголія (5) - Нідерланди (7) - Польща (11) |  | - Румунія (2) - Сан-Марино (2) - СРСР (13) - Швеція (6) - Швейцарія (10) - Венесуела (5) - Югославія (4) - Зімбабве (3) |

## Таблиця медалей
| Місце               | Країна               | Золото | Срібло | Бронза | Загалом |
| ------------------- | -------------------- | ------ | ------ | ------ | ------- |
| 1                   | СРСР (URS)           | 3      | 1      | 2      | 6       |
| 2                   | НДР (GDR)            | 2      | 2      | 0      | 4       |
| 3                   | Швейцарія (SUI)      | 1      | 0      | 0      | 1       |
| 4                   | Франція (FRA)        | 0      | 2      | 0      | 2       |
| 5                   | Польща (POL)         | 0      | 1      | 0      | 1       |
| 6                   | Чехословаччина (TCH) | 0      | 0      | 2      | 2       |
| 7                   | Данія (DEN)          | 0      | 0      | 1      | 1       |
| 7                   | Ямайка (JAM)         | 0      | 0      | 1      | 1       |
| Загалом (8 збірних) | Загалом (8 збірних)  | 6      | 6      | 6      | 18      |